# III liga polska w piłce nożnej (2004/2005)
W sezonie 2004/2005 rozgrywki III ligi toczyły się z podziałem na cztery grupy terytorialne. Za III ligę odpowiadały regionalne związki piłki nożnej. Zwycięzcy grup awansowali do II ligi na następny sezon, natomiast drużyny z drugich miejsc grały baraże o awans z drużynami z miejsc 13-16 w II lidze. Najsłabsze drużyny zostały relegowane do odpowiednio terytorialnych grup IV ligi.

## Grupa I
W rozgrywkach tej grupy uczestniczyły drużyny z województw: łódzkiego, mazowieckiego, podlaskiego i warmińsko-mazurskiego. Po zakończeniu sezonu, do drugiej ligi awansowała Drwęca Nowe Miasto Lubawskie, natomiast do czwartej ligi zostały zdegradowane następujące kluby: Warmia Grajewo, OKS 1945 Olsztyn, Gwardia Warszawa, Legionovia Legionowo i Okęcie Warszawa. Do uczestnictwa w barażach zakwalifikował się Znicz Pruszków, lecz poległ w nich w dwumeczu z Ruchem Chorzów.

### Drużyny
| Uczestnicy poprzedniej edycji                                                                                 | Uczestnicy poprzedniej edycji | Uczestnicy poprzedniej edycji | Uczestnicy poprzedniej edycji |
| --- | ----------------------------- | ----------------------------- | ----------------------------- |
| KOZ | MG MZKS Kozienice             | 3                             |                               |
| GWA | Gwardia Warszawa              | 4                             |                               |
| WAR | Warmia Grajewo                | 5                             |                               |
| LGO | Legionovia Legionowo          | 6                             |                               |
| ZNI | Znicz Pruszków                | 7                             |                               |
| STR | Unia Skierniewice             | 8                             |                               |
| GRÓ | Mazowsze Grójec               | 9                             |                               |
| DRW | Drwęca Nowe Miasto Lubawskie  | 10                            |                               |
| OKĘ | Okęcie Warszawa               | 11                            |                               |
| STA | Stal Głowno                   | 12                            |                               |
| PEL | Pelikan Łowicz                | 13                            |                               |
| RWM | Ruch Wysokie Mazowieckie      | 141                           |                               |
| Awans z IV ligi 2003/2004                                                                                     |                               |                               |                               |
| grupa łódzka                                                                                                  |                               |                               |                               |
| CER | Ceramika Opoczno              | 1                             |                               |
| grupa mazowiecka                                                                                              |                               |                               |                               |
| LE2 | Legia II Warszawa             | 1                             |                               |
| grupa podlaska                                                                                                |                               |                               |                               |
| ŁOM | ŁKS Łomża                     | 1                             |                               |
| grupa warmińsko-mazurska                                                                                      |                               |                               |                               |
| OKS | OKS 1945 Olsztyn              | 12                            |                               |
| Oznaczenia: - kolumna pierwsza – skróty nazw drużyn, - kolumna trzecia – miejsce zajęte w poprzednim sezonie. |                               |                               |                               |

Objaśnienia:
1. Ruch Wysokie Mazowieckie wygrało baraże o utrzymanie z Polonią Olimpią Elbląg.
2. Warmia i Mazury Olsztyn zmieniły nazwę na OKS 1945 Olsztyn.

### Tabela końcowa
| Lp. | Drużyna                              | M  | Z  | R  | P  | Bramki | Bramki | Różn. | Pkt | Uwagi                       | Bezpośrednio                |
| --- | ------------------------------------ | -- | -- | -- | -- | ------ | ------ | ----- | --- | --------------------------- | --------------------------- |
| 1   | Drwęca Nowe Miasto Lubawskie (M) (A) | 30 | 16 | 11 | 3  | 49     | 16     | +33   | 59  | Awans do II ligi            |                             |
| 2   | Znicz Pruszków (B)                   | 30 | 15 | 9  | 6  | 37     | 23     | +14   | 54  | Baraże o II ligę            |                             |
| 3   | ŁKS Łomża                            | 30 | 15 | 6  | 9  | 36     | 23     | +13   | 51  |                             | ŁOM – PAR 1:0 PAR – ŁOM 3:2 |
| 4   | Ceramika Paradyż                     | 30 | 15 | 6  | 9  | 40     | 32     | +8    | 51  |                             | ŁOM – PAR 1:0 PAR – ŁOM 3:2 |
| 5   | Unia Skierniewice                    | 30 | 13 | 7  | 10 | 33     | 30     | +3    | 46  |                             |                             |
| 6   | Pelikan Łowicz                       | 30 | 13 | 6  | 11 | 33     | 26     | +7    | 45  |                             |                             |
| 7   | Stal Głowno                          | 30 | 12 | 8  | 10 | 33     | 29     | +4    | 44  |                             |                             |
| 8   | Legia II Warszawa                    | 30 | 11 | 10 | 9  | 43     | 33     | +10   | 43  | LE2 – GRÓ 5:2 GRÓ – LE2 3:1 |                             |
| 9   | Mazowsze Grójec                      | 30 | 12 | 7  | 11 | 45     | 40     | +5    | 43  | LE2 – GRÓ 5:2 GRÓ – LE2 3:1 |                             |
| 10  | MG MZKS Kozienice                    | 30 | 11 | 9  | 10 | 39     | 35     | +4    | 42  | KOZ – RWM 2:1 RWM – KOZ 1:1 |                             |
| 11  | Ruch Wysokie Mazowieckie             | 30 | 12 | 6  | 12 | 36     | 34     | +2    | 42  | KOZ – RWM 2:1 RWM – KOZ 1:1 |                             |
| 12  | Warmia Grajewo (S)                   | 30 | 11 | 7  | 12 | 29     | 36     | −7    | 40  | Spadek do IV ligi           |                             |
| 13  | OKS 1945 Olsztyn1 (S)                | 30 | 9  | 11 | 10 | 30     | 30     | 0     | 38  | Spadek do IV ligi           |                             |
| 14  | Gwardia Warszawa (S)                 | 30 | 9  | 2  | 19 | 30     | 52     | −22   | 29  | Spadek do IV ligi           |                             |
| 15  | Legionovia Legionowo (S)             | 30 | 6  | 6  | 18 | 28     | 54     | −26   | 24  | Spadek do IV ligi           |                             |
| 16  | Okęcie Warszawa (S)                  | 30 | 2  | 5  | 23 | 21     | 69     | −48   | 11  | Spadek do IV ligi           |                             |

- Ówcześnie używane nazwy: Finishparkiet/Drwęca (wiosną 2005 Finishparkiet), Mlekovita/Ruch, Mlekpol/Warmia (wiosną Warmia/Mlekpol), Stal Gosso Głowno. [[1]]

* Czołówka strzelców: 14 goli- Maciej Tataj (Mazowsze) i Arkadiusz Żarczyński (Ceramika) , 12 goli- Grzegorz Bała (Finishparkiet Drwęca) i Marek Gołębiewski (Mlekovita Ruch), 11 goli- Rafał Boguski (ŁKS Łomża).

### Baraże o II ligę
| 18 czerwca 2005 | Znicz Pruszków              | 2:4   | Ruch Chorzów                           |                                                                          |
| 14:00           | Chi Fon 45' · Pulkowski 65' | (1:3) | Wawrzyńczok 12', 44' · Śrutwa 20', 49' | Pruszków, Stadion Znicza Widzów: 1 500 Sędzia: Jarosław Żyro (Bydgoszcz) |

| 22 czerwca 2005 | Ruch Chorzów | 0:2   | Znicz Pruszków              |                                                                      |
| 20:00           |              | (0:1) | Chi Fon 45' · Zubrzycki 79' | Chorzów, Stadion Ruchu Widzów: 10 000 Sędzia: Leszek Gawron (Mielec) |

Zwycięzca: Ruch Chorzów (bramki na wyjeździe)

## Grupa II
W rozgrywkach tej grupy uczestniczyły drużyny z województw: kujawsko-pomorskiego, pomorskiego, wielkopolskiego i zachodniopomorskiego. Po zakończeniu sezonu, do drugiej ligi awansowała Lechia Gdańsk, natomiast do czwartej ligi zostały zdegradowane następujące kluby: Pogoń II Szczecin, Unia Tczew i Odra Chojna. Do uczestnictwa w barażach zakwalifikowała się Unia Janikowo, lecz poległa w nich w dwumeczu z Piastem Gliwice.

### Drużyny
| Uczestnicy poprzedniej edycji                                                                                 | Uczestnicy poprzedniej edycji | Uczestnicy poprzedniej edycji | Uczestnicy poprzedniej edycji |
| --- | ----------------------------- | ----------------------------- | ----------------------------- |
| UNI | Unia Janikowo                 | 21                            |                               |
| AM2 | Amica II Wronki               | 3                             |                               |
| KOT | Kotwica Kołobrzeg             | 4                             |                               |
| FLO | Flota Świnoujście             | 5                             |                               |
| KAS | Kaszubia Kościerzyna          | 6                             |                               |
| UNI | Unia Tczew                    | 7                             |                               |
| WAR | Warta Poznań                  | 8                             |                               |
| MGN | Mieszko Gniezno               | 9                             |                               |
| CHZ | Chemik/Zawisza Bydgoszcz      | 115                           |                               |
| TUR | Tur Turek                     | 12                            |                               |
| KOŚ | Obra Kościan                  | 134                           |                               |
| Awans z IV ligi 2003/2004                                                                                     |                               |                               |                               |
| grupa kujawsko-pomorska                                                                                       |                               |                               |                               |
| TOR | Toruński KP                   | 1                             |                               |
| grupa pomorska                                                                                                |                               |                               |                               |
| LGD | Lechia Gdańsk                 | 1                             |                               |
| grupa wielkopolska północna                                                                                   |                               |                               |                               |
| LP2 | Lech II Poznań                | 12                            |                               |
| grupa zachodniopomorska                                                                                       |                               |                               |                               |
| CHO | Odra Chojna                   | 1                             |                               |
| PO2 | Pogoń II Szczecin             | 23                            |                               |
| Oznaczenia: - kolumna pierwsza – skróty nazw drużyn, - kolumna trzecia – miejsce zajęte w poprzednim sezonie. |                               |                               |                               |

Objaśnienia:
1. Unia Janikowo przegrała baraże o awans do II ligi ze Stasiakiem Opoczno.
2. Lech II Poznań wygrał baraże o awans do III ligi z Jarotą Jarocin.
3. W związku z wycofaniem się Gwardii Koszalin po zakończeniu poprzedniego sezonu, zorganizowane baraże uzupełniające pomiędzy 4 drużynami z 4 województw. W ich wyniku awans uzyskała Pogoń II Szczecin.
4. W związku z wycofaniem się drużyny Aluminium Konin (spadkowicza z II ligi) utrzymanie uzyskała Obra Kościan.
5. Chemik/Zawisza Bydgoszcz zmieniła nazwę na Chemik Bydgoszcz.

### Tabela końcowa
| Lp. | Drużyna               | M  | Z  | R  | P  | Bramki | Bramki | Różn. | Pkt | Uwagi                                                       | Bezpośrednio |
| --- | --------------------- | -- | -- | -- | -- | ------ | ------ | ----- | --- | ----------------------------------------------------------- | ------------ |
| 1   | Lechia Gdańsk (M) (A) | 30 | 21 | 3  | 6  | 62     | 31     | +31   | 66  | Awans do II ligi                                            |              |
| 2   | Unia Janikowo (B)     | 30 | 18 | 6  | 6  | 57     | 27     | +30   | 60  | Baraże o II ligę                                            |              |
| 3   | TKP Toruń             | 30 | 18 | 4  | 8  | 59     | 32     | +27   | 58  |                                                             |              |
| 4   | Warta Poznań          | 30 | 15 | 10 | 5  | 58     | 28     | +30   | 55  |                                                             |              |
| 5   | Kaszubia Kościerzyna  | 30 | 15 | 5  | 10 | 54     | 44     | +10   | 50  | WAR: 7 pkt, różn. 0 KAS: 6 pkt, różn. 0 KOT: 4 pkt, różn. 0 |              |
| 6   | Kotwica Kołobrzeg     | 30 | 16 | 2  | 12 | 58     | 50     | +8    | 50  | WAR: 7 pkt, różn. 0 KAS: 6 pkt, różn. 0 KOT: 4 pkt, różn. 0 |              |
| 7   | Tur Turek             | 30 | 14 | 8  | 8  | 39     | 29     | +10   | 50  | WAR: 7 pkt, różn. 0 KAS: 6 pkt, różn. 0 KOT: 4 pkt, różn. 0 |              |
| 8   | Flota Świnoujście     | 30 | 15 | 3  | 12 | 52     | 38     | +14   | 48  |                                                             |              |
| 9   | Amica II Wronki       | 30 | 11 | 5  | 14 | 47     | 38     | +9    | 38  |                                                             |              |
| 10  | Chemik Bydgoszcz1     | 30 | 10 | 7  | 13 | 34     | 34     | 0     | 37  |                                                             |              |
| 11  | Obra Kościan          | 30 | 10 | 6  | 14 | 39     | 45     | −6    | 36  | KOŚ – LP2 1:0 LP2 – KOŚ 2:1                                 |              |
| 12  | Lech II Poznań        | 30 | 9  | 9  | 12 | 45     | 56     | −11   | 36  | KOŚ – LP2 1:0 LP2 – KOŚ 2:1                                 |              |
| 13  | Mieszko Gniezno       | 30 | 7  | 10 | 13 | 31     | 41     | −10   | 31  |                                                             |              |
| 14  | Pogoń II Szczecin (S) | 30 | 7  | 5  | 18 | 39     | 69     | −30   | 26  | Spadek do IV ligi                                           |              |
| 15  | Unia Tczew (S)        | 30 | 5  | 5  | 20 | 27     | 89     | −62   | 20  | Spadek do IV ligi                                           |              |
| 16  | Odra Chojna (S)       | 30 | 5  | 0  | 25 | 22     | 72     | −50   | 15  | Spadek do IV ligi                                           |              |

* Czołówka strzelców: 25 goli -Krzysztof Mikuła (Flota), 20 goli- Jarosław Maćkiewicz (TKP), 15 goli- Piotr Dubiela (Kotwica) i Robert Kugiel (Drutex Kaszubia), 14 goli- Maciej Piątek (Obra 5/ Warta 9), 13 goli- Robert Gajda (Unia Janikowo 9/ Odra 4), 12 goli- Tomasz Magdziarz (Warta), 11 goli- Paweł Buzała (Lech II) i Arkadiusz Gosik (Kotwica), Krzysztof Piosik (Warta), 10 goli- Krzysztof Rusinek (Lechia) i Piotr Wiśniewski (Drutex Kaszubia).

### Baraże o II ligę
| 18 czerwca 2005 | Unia Janikowo  | 2:1   | Piast Gliwice |                                                                            |
| 17:00           | Rašić 13', 22' | (2:1) | Uss 43'       | Janikowo, Stadion Miejski Widzów: 4 000 Sędzia: Mirosław Ryszka (Warszawa) |

| 22 czerwca 2005 | Piast Gliwice    | 1:0   | Unia Janikowo |                                                                         |
| 17:00           | S.Wróbel 45' (k) | (1:0) |               | Gliwice, Stadion Piasta Widzów: 5 000 Sędzia: Grzegorz Gilewski (Radom) |

Zwycięzca: Piast Gliwice (bramki na wyjeździe)

## Grupa III
W rozgrywkach tej grupy uczestniczyły drużyny z województw: dolnośląskiego, lubuskiego, opolskiego i śląskiego. Po zakończeniu sezonu, do drugiej ligi awansował Śląsk Wrocław, natomiast do czwartej ligi zostały zdegradowane następujące kluby: Motobi Bystrzyca Kąty Wrocławskie i TOR Dobrzeń Wielki. Wśród nich miał być także klub Polonia Słubice, lecz dzięki zwolnieniu się przed następnym sezonem miejsca w tej grupie, Polonia utrzymała się. Do uczestnictwa w barażach zakwalifikowała się Polonia Bytom, która pokonała w nich w dwumeczu Szczakowiankę Jaworzno i tym sposobem dostała się do II ligi.

### Drużyny
| Uczestnicy poprzedniej edycji                                                                                 | Uczestnicy poprzedniej edycji | Uczestnicy poprzedniej edycji | Uczestnicy poprzedniej edycji |
| --- | ----------------------------- | ----------------------------- | ----------------------------- |
| ŚLĄ | Śląsk Wrocław                 | 23                            |                               |
| ODO | Odra Opole                    | 4                             |                               |
| MIE | Miedź Legnica                 | 5                             |                               |
| LZG | Lech Zielona Góra             | 65                            |                               |
| RRA | Ruch Radzionków               | 7                             |                               |
| PBT | Polonia Bytom                 | 8                             |                               |
| WAM | Walka Makoszowy               | 9                             |                               |
| ROZ | Rozwój Katowice               | 10                            |                               |
| CHG | Chrobry Głogów                | 11                            |                               |
| PRŻ | Promień Żary                  | 12                            |                               |
| PSŁ | Polonia Słubice               | 134                           |                               |
| Spadek z II ligi 2003/2004                                                                                    |                               |                               |                               |
| PWR | Polar Wrocław                 | 15                            |                               |
| Awans z IV ligi 2003/2004                                                                                     |                               |                               |                               |
| grupa dolnośląska                                                                                             |                               |                               |                               |
| INX | Inkopax Wrocław               | 12                            |                               |
| grupa lubuska                                                                                                 |                               |                               |                               |
| ANS | Arka Nowa Sól                 | 1                             |                               |
| grupa opolska                                                                                                 |                               |                               |                               |
| TOR | TOR Dobrzeń Wielki            | 1                             |                               |
| grupa śląska II                                                                                               |                               |                               |                               |
| JAS | Górnik Jastrzębie Zdrój       | 1                             |                               |
| Oznaczenia: - kolumna pierwsza – skróty nazw drużyn, - kolumna trzecia – miejsce zajęte w poprzednim sezonie. |                               |                               |                               |

Objaśnienia:
1. Górnik Jastrzębie Zdrój wygrał baraże o awans do III ligi z MKS-em Sławków.
2. Śląsk Wrocław przegrał baraże o awans do II ligi z Arką Gdynia.

### Tabela końcowa
| Lp. | Drużyna                                | M  | Z  | R  | P  | Bramki | Bramki | Różn. | Pkt | Uwagi                       | Bezpośrednio                |
| --- | -------------------------------------- | -- | -- | -- | -- | ------ | ------ | ----- | --- | --------------------------- | --------------------------- |
| 1   | Śląsk Wrocław (M) (A)                  | 30 | 16 | 10 | 4  | 56     | 25     | +31   | 58  | Awans do II ligi            | ŚLĄ – PBT 1:0 PBT – ŚLĄ 1:1 |
| 2   | Polonia Bytom (B)                      | 30 | 17 | 7  | 6  | 38     | 18     | +20   | 58  | Baraże o II ligę            | ŚLĄ – PBT 1:0 PBT – ŚLĄ 1:1 |
| 3   | Polar Wrocław                          | 30 | 16 | 8  | 6  | 51     | 28     | +23   | 56  |                             |                             |
| 4   | Ruch Radzionków                        | 30 | 15 | 9  | 6  | 48     | 28     | +20   | 54  |                             |                             |
| 5   | Miedź Legnica                          | 30 | 11 | 12 | 7  | 36     | 30     | +6    | 45  |                             |                             |
| 6   | Rozwój Katowice                        | 30 | 12 | 7  | 11 | 43     | 33     | +10   | 43  |                             |                             |
| 7   | Promień Żary                           | 30 | 11 | 7  | 12 | 35     | 38     | −3    | 40  |                             |                             |
| 8   | Górnik Jastrzębie Zdrój                | 30 | 10 | 9  | 11 | 38     | 41     | −3    | 39  | JAS – ANS 2:1 ANS – JAS 0:0 |                             |
| 9   | Arka Nowa Sól                          | 30 | 11 | 6  | 13 | 40     | 48     | −8    | 39  | JAS – ANS 2:1 ANS – JAS 0:0 |                             |
| 10  | Chrobry Głogów                         | 30 | 9  | 11 | 10 | 40     | 41     | −1    | 38  | CHG – WAM 3:1 WAM – CHG 0:2 |                             |
| 11  | Walka Makoszowy                        | 30 | 10 | 8  | 12 | 34     | 37     | −3    | 38  | CHG – WAM 3:1 WAM – CHG 0:2 |                             |
| 12  | Odra Opole                             | 30 | 9  | 10 | 11 | 26     | 26     | 0     | 37  |                             |                             |
| 13  | Lechia Zielona Góra3                   | 30 | 7  | 9  | 14 | 31     | 53     | −22   | 30  |                             |                             |
| 14  | Polonia Słubice1                       | 30 | 8  | 5  | 17 | 35     | 59     | −24   | 29  |                             |                             |
| 15  | Motobi Bystrzyca Kąty Wrocławskie2 (S) | 30 | 7  | 7  | 16 | 30     | 42     | −12   | 28  | Spadek do IV ligi           |                             |
| 16  | TOR Dobrzeń Wielki (S)                 | 30 | 6  | 5  | 19 | 22     | 56     | −34   | 23  | Spadek do IV ligi           |                             |

* Czołówka strzelców: Krzysztof Ulatowski (Śląsk) 16, Robert Żbikowski (Górnik) 14, Sebastian Dudek (Promień), Krzysztof Rośmiarek (Polonia Słubice 6/ Chrobry 6), Łukasz Wesecki (Ruch) i Marcin Wielgus (Śląsk) po 12, Łukasz Augustyniak (Polar), Tomasz Iwanowski (Arka), Marcin Robak (Miedź), Andrzej Sawicki (Lechia), Daniel Tukaj (Polonia Bytom) i Paweł Żmudziński (Chrobry) wszyscy po 10.

### Baraże o II ligę
| 18 czerwca 2005 | Polonia Bytom | 1:0   | Szczakowianka Jaworzno |                                                                                     |
| 16:00           | Trzeciak 31'  | (1:0) |                        | Bytom, Stadion im. Edwarda Szymkowiaka Widzów: 4 000 Sędzia: Leszek Gawron (Mielec) |

| 22 czerwca 2005 | Szczakowianka Jaworzno   | 2:1   | Polonia Bytom |                                                                         |
| 17:00           | Solnica 44' · Węgier 90' | (1:0) | Gacki 90'     | Jaworzno, Stadion Miejski Widzów: 4 000 Sędzia: Jacek Granat (Warszawa) |

Zwycięzca: Polonia Bytom (bramki na wyjeździe)

## Grupa IV
W rozgrywkach tej grupy uczestniczyły drużyny z województw: lubelskiego, małopolskiego, podkarpackiego i świętokrzyskiego. Po zakończeniu sezonu, do drugiej ligi awansowało HEKO Czermno, natomiast do IV ligi relegowane zostały: Lewart Lubartów i Polonia Przemyśl. Do uczestnictwa w barażach zakwalifikowały się Tłoki Gorzyce, lecz poległy w nich z Radomiakiem Radom.

### Drużyny
| Uczestnicy poprzedniej edycji                                                                                 | Uczestnicy poprzedniej edycji | Uczestnicy poprzedniej edycji | Uczestnicy poprzedniej edycji |
| --- | ----------------------------- | ----------------------------- | ----------------------------- |
| STR | Stal Rzeszów                  | 21                            |                               |
| HEK | HEKO Czermno                  | 3                             |                               |
| GÓR | Górnik Wieliczka              | 4                             |                               |
| HUT | Hutnik Kraków                 | 5                             |                               |
| WK2 | Wisła II Kraków               | 6                             |                               |
| HET | Hetman Zamość                 | 7                             |                               |
| MOT | Motor Lublin                  | 8                             |                               |
| SSW | Stal Stalowa Wola             | 9                             |                               |
| PGS | Pogoń Staszów                 | 10                            |                               |
| POP | Polonia Przemyśl              | 11                            |                               |
| SNS | Sandecja Nowy Sącz            | 12                            |                               |
| Spadek z II ligi 2003/2004                                                                                    |                               |                               |                               |
| TGO | Tłoki Gorzyce                 | 142                           |                               |
| Awans z IV ligi 2003/2004                                                                                     |                               |                               |                               |
| grupa lubelska                                                                                                |                               |                               |                               |
| LLU | Lewart Lubartów               | 1                             |                               |
| grupa małopolska (zachód)                                                                                     |                               |                               |                               |
| KMZ | Kmita Zabierzów               | 13                            |                               |
| grupa podkarpacka                                                                                             |                               |                               |                               |
| LEŻ | Pogoń Leżajsk                 | 1                             |                               |
| grupa świętokrzyska                                                                                           |                               |                               |                               |
| WMA | Wierna Małogoszcz             | 1                             |                               |
| Oznaczenia: - kolumna pierwsza – skróty nazw drużyn, - kolumna trzecia – miejsce zajęte w poprzednim sezonie. |                               |                               |                               |

Objaśnienia:
1. Stal Rzeszów przegrała baraże o awans do II ligi z Ruchem Chorzów.
2. Tłoki Gorzyce przegrały baraże o utrzymanie w II lidze z Radomiakiem Radom.
3. Kmita Zabierzów wygrał baraże o awans do III ligi z Okocimskim KS Brzesko.

### Tabela końcowa
| Lp. | Drużyna              | M  | Z  | R  | P  | Bramki | Bramki | Różn. | Pkt | Uwagi                       | Bezpośrednio                |
| --- | -------------------- | -- | -- | -- | -- | ------ | ------ | ----- | --- | --------------------------- | --------------------------- |
| 1   | HEKO Czermno (M) (A) | 30 | 18 | 8  | 4  | 57     | 31     | +26   | 62  | Awans do II ligi            |                             |
| 2   | Tłoki Gorzyce (B)    | 30 | 17 | 9  | 4  | 49     | 21     | +28   | 60  | Baraże o II ligę            | TGO – MOT 2:1 MOT – TGO 1:1 |
| 3   | Motor Lublin         | 30 | 17 | 9  | 4  | 51     | 19     | +32   | 60  |                             | TGO – MOT 2:1 MOT – TGO 1:1 |
| 4   | Stal Rzeszów         | 30 | 17 | 5  | 8  | 50     | 31     | +19   | 56  |                             |                             |
| 5   | Kmita Zabierzów      | 30 | 14 | 9  | 7  | 54     | 36     | +18   | 51  |                             |                             |
| 6   | Hutnik Kraków        | 30 | 12 | 10 | 8  | 40     | 24     | +16   | 46  | HUT – GÓR 0:1 GÓR – HUT 2:3 |                             |
| 7   | Górnik Wieliczka     | 30 | 12 | 10 | 8  | 40     | 27     | +13   | 46  | HUT – GÓR 0:1 GÓR – HUT 2:3 |                             |
| 8   | Hetman Zamość        | 30 | 11 | 9  | 10 | 31     | 40     | −9    | 42  |                             |                             |
| 9   | Wierna Małogoszcz    | 30 | 10 | 5  | 15 | 34     | 42     | −8    | 35  | WMA – WK2 1:2 WK2 – WMA 1:3 |                             |
| 10  | Wisła II Kraków      | 30 | 10 | 5  | 15 | 30     | 36     | −6    | 35  | WMA – WK2 1:2 WK2 – WMA 1:3 |                             |
| 11  | Sandecja Nowy Sącz   | 30 | 8  | 8  | 14 | 27     | 45     | −18   | 32  |                             |                             |
| 12  | Pogoń Leżajsk        | 30 | 7  | 10 | 13 | 31     | 36     | −5    | 31  | LEŻ – SSW 2:0 SSW – LEŻ 1:1 |                             |
| 13  | Stal Stalowa Wola    | 30 | 7  | 10 | 13 | 26     | 35     | −9    | 31  | LEŻ – SSW 2:0 SSW – LEŻ 1:1 |                             |
| 14  | Lewart Lubartów (S)  | 30 | 7  | 5  | 18 | 20     | 44     | −24   | 26  | Spadek do IV ligi           | LLU – POP 1:0 POP – LLU 1:0 |
| 15  | Polonia Przemyśl (S) | 30 | 7  | 5  | 18 | 19     | 44     | −25   | 26  | Spadek do IV ligi           | LLU – POP 1:0 POP – LLU 1:0 |
| 16  | Pogoń Staszów1 (S)   | 30 | 6  | 3  | 21 | 19     | 67     | −48   | 21  | Spadek do klasy A           |                             |

* Czołówka strzelców: Artur Czerwiec (Kmita) 14 goli, Tomasz Albingier (Hetman) 13, Piotr Bagnicki (Kmita) i Paweł Zajączkowski (Motor) po 12, Tomasz Fatyga (Wierna) 11, Damian Gil (Wierna), Bogusław Sierżęga (Pogoń Leżajsk) i Paweł Zawistowski (HEKO) wszyscy po 10.

### Baraże o II ligę
| 18 czerwca 2005 | Tłoki Gorzyce | 0:0 | Radomiak Radom |                                                                           |
| 17:00           |               |     |                | Gorzyce, Stadion Tłoków Widzów: 1 500 Sędzia: Tomasz Pacuda (Częstochowa) |

| 22 czerwca 2005 | Radomiak Radom                   | 3:0   | Tłoki Gorzyce |                                                                          |
| 17:00           | Terlecki 7', 61' · Mikulenas 85' | (1:0) |               | Radom, Stadion Radomiaka Widzów: 8 000 Sędzia: Krzysztof Słupik (Tarnów) |

Zwycięzca: Radomiak Radom